# Рейнвейн
Фрош:

Тогда мне рейнского. Я патриот.

Хлебну, что нам отечество даёт.
Рейнве́йн, рейнское вино (нем. Rheinwein — «вино с Рейна», от нем. Rhein — «Рейн» + нем. Wein — «вино») — общее название вин из крупнейшего в Германии винодельческого региона, охватывающего Рейн-Пфальц, Рейнгессен, Рейнгау и Средний Рейн.
Почва виноградников, разведённых местами на склоне самых скал, состоит из глины, извести, шифера и прочего. Рейнвейн выделывается из винограда Рислинг, который, оставаясь продолжительное время (до глубокой иногда осени) на кустах, подвергается так называемому «благородному гниению», вызываемому грибком Botrytis cinerea. Этому грибку Рейнвейн и обязан своими особым вкусом и букетом. Рейнские вина могут быть разделены на три класса, причем к первому следует отнести Штейнберг, Рауенталь, Грефенберг, Рюдесгейм и Маркобрун с замком Иоганнисберг во главе, ко второму — Гейзенгейм, деревня Иоганнисберг, Гаттенгейм, Винкель и Фольратсберг, к третьему классу — Эрбах, Эльтвиль, Эйбинген, Киндрих, Миттельгейм, Эстрих, Ширштейн, Валлуф, Гальгартен и Лорх; первоклассное красное вино получается в Асмансхаузене.

## В культуре
Государь, твоего Государьского жалованья не прислано на сесь год, ведра романеи, ведра реньского, ведра бастру, двесте лимонов, десяти гривенок перцу, гривенка шафрану, две гривенки гвоздики, пуд воску, две трубы левашныя, пять лососей свежих. (Из челобитной Михаила Воротынского Ивану Грозному)
[Дмитрий Петрович] вспомнил, что в номере у него едва початая бутылка рейнвейна. И то хорошо, на безрыбье и рак рыба. (Мельников-Печерский, «На горах»).
Все разговаривали одновременно и были в полном умилении; слуга разливал рейнвейн вместо шампанского, которое считалось слишком обыденным. (Эмиль Золя, «Жерминаль»).
Перед отъездом из Лондона он совершил набег на погребок сэра Пеллинора - разумеется, с ведома последнего - и привез с собой несколько бутылок одного из лучших рейнвейнов. (Деннис Уитли, «Им помогали силы тьмы»).